# سنت-آنژل-دو-مریسی، کبک

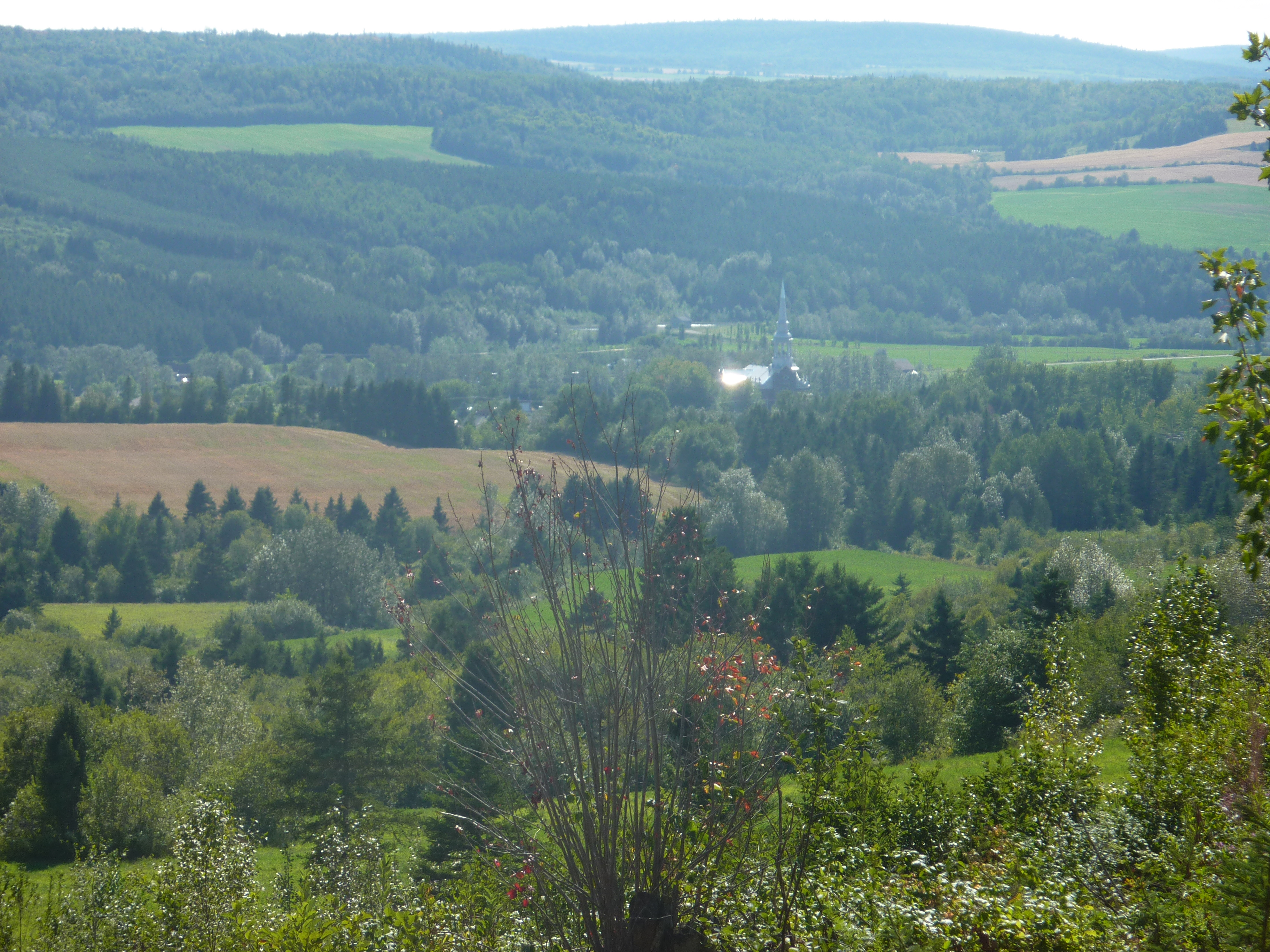
سنت-آنژل-دو-مریسی، کبک

سنت-آنژل-دو-مریسی (به فرانسوی: Sainte-Angèle-de-Mérici) شهری در منطقه شهری لا میتیس ناحیه با-سن-لوران در استان کبک کانادا است. در سرشماری سال ۲۰۱۱ این شهر ۱٬۰۷۹ نفر جمعیت داشته‌است و مساحت آن ۱۰۸٫۴۱ کیلومتر مربع است.